# Rhamphomyia gufitar
Rhamphomyia gufitar är en tvåvingeart som beskrevs av Frey 1922. Rhamphomyia gufitar ingår i släktet Rhamphomyia och familjen dansflugor. Arten har ej påträffats i Sverige. Inga underarter finns listade i Catalogue of Life.